# Roma (llogaret de Requena)
Roma és un llogaret del municipi de Requena, a la comarca de Requena-Utiel, al País Valencià i situada a la vega del Riu Magre.
S'ubica a uns 7 quilòmetres de Requena i a uns escassos 2 quilòmetres de San Antoni de Requena. El seu centre, que serveix de lloc de reunió en festes i altres esdeveniments, és constituït per una petita zona per als vianants enfront de l'Església dedicada a l'Assumpció de Maria, que fins fa pocs anys era l'escola del poble.
A l'entrada de la població, a mà dreta si s'arriba des de "El Derramador", es troba l'antiga casa pairal de Santa Polònia, que va ser propietat del General Pereira. Va ser comprada per una empresa catalana amb intenció de convertir-la en celler. El sector vinícola té gran importància a Roma, amb una cooperativa i un celler privat.
Les festes s'organitzen al voltant al 15 d'agost. Es fan balls, concursos, alguna competició esportiva i últimament han agafat una certa tradició els sopars per a tots els veïns. 